# 暧昧侦探
《暧昧侦探》（英語：Romantic Detective），2018年中国时代剧。由叶青、冉旭领衔主演，腾讯视频于2018年4月23日首播。

## 播出时间
| 频道     | 所在地   | 播映日期      | 播出时间                                  | 备注 |
| -------- | -------- | ------------- | ----------------------------------------- | ---- |
| 腾讯视频 | 中国大陆 | 2018年4月23日 | 每周一、二12点更新两集，VIP会员提前看下周 |      |

## 演员列表

### 主要演员
| 演員 | 角色 | 介紹 |
| 叶青 | 陈曦 | 聖城大學偵探社社長，萝莉的外形糙汉的心，辅助技能：读唇语，小時發高燒之後便失聰，所以不喜歡人家談論自己聽不見，與加入偵探社的裴岩一起參與一系列神秘案件，被裴岩吸引並在意他，喜歡裴岩。                   |
| 冉旭 | 裴岩 | 聖城大學學生，馬副校長的頭痛人物，裴牧的弟弟，作为爱赌钱的社会青年，爱好就是胡说八道。辅助技能：主角光环。本身有驚人的洞察分析推理能力，與陳曦賭輸後加入偵探社，並參與一系列神秘案件抽絲剝繭，喜歡陳曦。 |

### 其他演员
| 演員   | 角色   | 介紹 |
| 邢恩   | 宫紫   | 宫家第六十四代传人，是个病痨杀手。眼线遍布全市，可追踪一切消息线索。辅助技能：咳嗽，吐血。謎一樣的身分，比女人還美的男子，隨身帶著一把紫色的傘，為了陳曦入學聖城與加入偵探社，明面上暗戀著陳曦，後來在上了熱氣球爆炸前將野薔薇卡進紫傘後丟出便失蹤，後衍伸出後續驚天大秘密。 |
| 姚一奇 | 武英俊 | 武市长的儿子武英俊，時常把我爸是市長武三張帶嘴上，长得一点也不英俊，是个肥仔，可智商爆表，创造力非凡。聖城大學學生，也為偵探隊一員，喜歡鄭初玲，後來成為發明家。 |
| 郑楚一 | 韩天   | 韓雯的哥哥，入聖城大學當教授、有目的的接近偵探社等人，為了幫妹妹報仇，甘心聽命於趙剛研發野薔薇菌株，在熱氣球上跟著炸藥被炸死。 |
| 刘美人 | 郑初玲 | 聖城大學學生，因为一场校园失窃案和侦探队产生千丝万缕的联系，喜歡武英俊。 |
| 李砚   | 毓风   | 趙剛義子，為清末末代愛新覺羅遺孤、最後一位皇帝，任趙剛擺佈，後來被趙剛射殺。 |
| 任学海 | 赵刚   | 殺死韓雯以及間接害死裴牧的兇手，為末清將軍，一心想反民復清而利用裴岩的野薔薇而衍伸一系列案件的始作俑者，後來跟韓天死在熱氣球上。 |
| 毛娅绮 | 静云   | 啞女，趙剛的殺手親信，真實身分是清朝宮女的女兒。 |
| 孙梓毓 | 韩雯   | 韓天的妹妹，與最初的野薔薇事件有淵源，裴牧的戀人。 |

## 网络剧原声带
| 曲序 | 曲目                 | 演唱       |
| ---- | -------------------- | ---------- |
| 1.   | 热血之城（推广曲）   | 卖血哥     |
| 2.   | 昆虫幻想（片头曲）   | 丢火车乐队 |
| 3.   | 民国遗事（片尾曲）   | 丢火车乐队 |
| 4.   | 别走得那么快（插曲） | 叶青       |